# GREATEST HITS/VIDEO ONE
『GREATEST HITS / VIDEO  ONE』（グレイテスト・ヒッツ / ビデオ・ワン）は、日本のバンド・ノーナ・リーヴスの3作目の映像作品。2008年01月23日に徳間ジャパンコミュニケーションズよりDVDで発売された。

## 概要
1997年の『GOLF EP』によるメジャーデビューから10周年を迎えた自身のコンプリートPV集で、EP『GOLF EP』からアルバム『DAYDREAM PARK』までの範囲から収録されている。全曲初DVD化。

## 収録内容
1. FORTY PIES
2. WARNER MUSIC
3. I HEARD THE SOUND
4. BAD GIRL
5. STOP ME
6. LOVE TOGETHER
7. DJ! DJ! 〜とどかぬ想い〜
8. I LOVE YOUR SOUL
9. ENJOYEE! (YOUR LIFETIME)
10. CHANGIN'
11. NEW SOUL
12. 透明ガール
13. ラヴ・アライヴ
14. DAYDREAM PARK